# Diplôme d'études supérieures techniques
Pour les articles homonymes, voir Diplôme d'études et DEST.
Le diplôme d'études supérieures techniques (DEST) était délivré par le Conservatoire national des arts et métiers (CNAM) de 1957 à 2011. Il est inscrit au niveau II (actuel niveau 6 au RNCP).
Ce diplôme a aussi été délivré comme diplôme d'université par plusieurs universités en France de 1954 à 1970.
Ce diplôme a été abrogé à la suite de la réforme LMD.

## Historique
Il fut délivré par le CNAM depuis 1957, mais aussi comme diplôme d'université par plusieurs universités en France de 1954 à 1970. Ce diplôme a été homologué au niveau II (actuel niveau 6 au RNCP) par arrêté du 08 avril 1981 et publié au JORF du 10 avril 1981,,, en tant que diplômes d'établissement.

## Cursus de formation
Les cours sont ceux de l'enseignement supérieur, il sanctionne 2 à 3 années d'études après un Bac +2 scientifique ou technique.
Le DEST est dans la continuité du cycle de formation A du CNAM, le DPCT Diplôme de premier cycle technique. L'inscription au cursus DEST du CNAM est possible sur dossier par la présentation d'un diplôme d'institut universitaire de technologie ou encore d'un brevet de technicien supérieur.
Le diplôme s'obtient par la capitalisation d'Unités de Valeurs (U.V.) organisées en cours et/ou travaux pratiques.
Chaque unité d'enseignement donne lieu à un contrôle des connaissances, soit par un examen annuel, soit par la combinaison : examen annuel - contrôle continu. Après succès aux examens (note >= 10/20), des attestations des valeurs ou demi-valeurs pour les unités acquises sont établies. Aucune unité de valeur n'est compensable, il faut atteindre la moyenne dans toutes les UV qui constituent le diplôme.
Pour l'obtention de son diplôme, l'auditeur devait suivre un cursus de formation dont le volume horaire était composé de la manière suivante :
- 3/6 des heures de cours pour la formation sur la spécialité technique du DEST concerné et de son option si elle existait
- 1/6 des heures de cours pour la mise en pratique de l'enseignement technique dans le cadre d'un projet
- 1/6 des heures de cours pour la spécialisation et l'ouverture de l'enseignement technique sur certains sujets
- 1/6 des heures de cours pour la formation des auditeurs à leur futur travail de cadre pour encadrer une équipe et gérer un budget grâce à l'enseignement des unités de valeurs "Management et économie de l'entreprise (Management économique de l'entreprise pour l'ingénieur)" [10] et "Management social de l'entreprise pour l’ingénieur (Management social et humain)" [11].

## Conditions d'obtention
Conditions d'obtention du DEST  :
- Avoir 23 ans minimum,
- Posséder un diplôme de 1er cycle universitaire (Bac +2 ou Licence L3),
- Avoir acquis toutes les U.V. (Unités de Valeur) prévues (généralement 6 de cycle B dont 1 U.V. de cycle d'approfondissement Scientifique ou Technique et 1 U.V. Socio-économique, une UV représentant 120 heures de cours en moyenne, le volume horaire global des cours de ce diplôme est 720 heures (en moyenne) soit autant qu'une Maîtrise universitaire[13]),
- Remplir les conditions d'expérience professionnelle,
- avoir acquis en cas de dispense, au moins 2 U.V.(Unité de Valeur) scientifiques ou techniques.

Expérience professionnelle requise , :
- Si l'activité professionnelle de niveau satisfaisant correspond à la spécialité du diplôme préparé, la durée minimale requise est de 2 ans à temps plein. Si l'activité professionnelle ne correspond pas en nature et niveau à la spécialité du diplôme préparé, la durée minimale requise est de 3 ans à temps plein.
- Si l’expérience professionnelle est inexistante ou insuffisante, la personne devra faire un stage de 3 à 6 mois dans la spécialité pour obtenir son diplôme. En l'absence de ce stage, la demande de diplôme sera refusée et il ne sera délivré qu’une attestation des valeurs obtenues.
- Pour être sûr de satisfaire aux exigences d’expérience professionnelle, tout dossier doit être validé par le service scolarité du Centre Régional ou le Centre d’Enseignement des Arts et Métiers.

Niveau d'études recommandé : 
- Bac + 2 Scientifique ou Technique

## Les différentes spécialités du DEST
- Acoustique
- Aérodynamique
- Automatisme industriel
- Biochimie et technologies des industries agro-alimentaires
- Chimie industrielle
- Chimie organique (appliquée)
- Electrochimie industrielle
- Électronique
- Électrotechnique
- Ergonomie
- Froid et climatisation
- Génie analytique
- Génie biologique
- Génie Civil
- Génie Informatique
- Hygiène et sécurité du travail
- Informatique (options : Modélisation optimisation - Qualité logiciel - Réseau multimédia - Système automatisé - Système d'information - Conception, développement - Ingénierie et intégration informatique - Calcul scientifique )
- Instrumentation-mesure
- Machines et moteurs
- Matériaux (options : Matériaux métalliques - Matériaux minéraux - Matériaux polymères)
- Mécanique des structures et des systèmes
- Organisation
- Organisation des productions
- Production automatisée
- Qualité
- Sciences et techniques des productions agricoles
- Sciences et techniques du vivant (option : Biochimie et Technologie des Industries Agro-Alimentaires)
- Sciences et technologies nucléaires
- Statistique
- Techniques pharmaceutiques
- Thermique industrielle

## Modification consécutive à la réforme LMD (Licence-Master-Doctorat)
Aujourd’hui, et depuis la réforme LMD, certaines spécialités du DEST sont remplacées par des diplômes de licence et de master. D'autres spécialités du DEST ont été remplacées par des «Titres Professionnels» ou «Titres RNCP». Ces titres inscrits au Répertoire national des certifications professionnelles sont homologués par l’État qui  reconnait ainsi la dimension professionnelle du diplôme et le sérieux de l’institution qui le prépare. Cette homologation permet aussi au diplôme d'être reconnu sur l'ensemble du territoire national, dans les différentes conventions collectives et par la plupart des concours administratifs,,.
De plus à cause de la semestrialisation, les anciennes Unités de Valeur (UV) deviennent des Unités d’Enseignement (UE). Les UE sont toutes d'une durée d'un semestre contrairement à certaines anciennes UV dont la durée était de 2 semestres (d'octobre à mai/juin) .

### Correspondance entre les spécialités du DEST et les « Titres RNCP»
- DEST Acoustique est devenu : Responsable technique et opérationnel des systèmes mécaniques et électriques parcours acoustique
- DEST Aérodynamique est devenu : Responsable technique et opérationnel des systèmes mécaniques et électriques parcours aérodynamique
- DEST Automatisme industriel est devenu : Responsable opérationnel en automatismes
- DEST Biochimie et technologies des industries agro-alimentaires est devenu : Responsable en ingénierie d'étude et de production option agro-alimentaire
- DEST Chimie industrielle est devenu : Responsable en ingénierie d'étude et de production option génie chimique
- DEST Chimie organique est devenu : Responsable en ingénierie d'étude et de production option chimie
- DEST Électronique est devenu : Responsable opérationnel en électronique
- DEST Électrotechnique est devenu : Responsable technique et opérationnel des systèmes mécaniques et électriques parcours électrotechnique
- DEST Froid et climatisation est devenu : Responsable conception, mise en place et maintenance des installations frigorifiques et climatiques
- DEST Génie analytique est devenu : Responsable mesure, analyse, contrôle, qualité option Analyse Chimique et Bioanalyse (bien que le DEST et le titre RNCP n'ont pas le même intitulé, le DEST Génie analytique a beaucoup d'Unités de valeur d'enseignement en commun avec le titre RNCP Responsable mesure, analyse, contrôle, qualité option Analyse Chimique et Bioanalyse)
- DEST Génie biologique est devenu : Responsable en ingénierie d'étude et de production option génie biologique
- DEST Hygiène et sécurité du travail est devenu : Responsable de projet en santé, sécurité au travail
- DEST Instrumentation-mesure est devenu : Responsable mesure, analyse, contrôle, qualité option instrumentation mesure
- DEST Mécanique des structures et des systèmes est devenu : Responsable technique et opérationnel des systèmes mécaniques et électriques parcours mécanique
- DEST Informatique (options : qualité logiciel, réseau multimédia, systèmes d'information) sont devenus : Concepteur - architecte informatique (options : ingénierie de projet, réseaux et systèmes, systèmes d'information)

Par ailleurs, trois spécialtés du DEST Informatique n'ont pas été reprises dans le nouveau diplôme Concepteur architecte informatique puis Concepteur en architecture informatique, il s'agit des options : modélisation optimisation, système automatisé, calcul scientifique. 
Le diplôme ou titre RNCP de Concepteur architecte informatique a été homologué, pour une durée de 5 ans (du 24 octobre 2006 jusqu'au 24 octobre 2011), au niveau II (Bac+4) par arrêté du 2 octobre 2006 et publié au journal officiel de la république française du 24 octobre 2006 ,,.
En 2012, le diplôme ou titre RNCP de Concepteur en architecture informatique a remplacé celui de Concepteur architecte informatique. Ce diplôme a été homologué, pour une durée de 3 ans (du 24 octobre 2011 jusqu'au 22 août 2015), au niveau II (Bac+4) par arrêté du 10 août 2012 et publié au journal officiel de la république française du 22 août 2012 ,,.

### Correspondance entre les spécialités du DEST et les Diplômes d'établissement du CNAM
Certaines spécialités du DEST n'ont pas été reconduites dans "Titres RNCP" ou Titre professionnel inscrit au RNCP, par contre elles ont été transformées en Diplôme d'établissement du CNAM (bac+3) ou (bac+4).

#### Diplôme d'établissement du CNAM (bac+4)
- DEST Machines et moteurs est devenu : Responsable en production industrielle, spécialité génie civil, électrotechnique, énergétique, matériaux, mécanique, matériaux parcours machines et moteurs
- DEST Matériaux (options : matériaux métalliques, matériaux polymères) est devenu : Responsable en production industrielle, spécialité génie civil, électrotechnique, énergétique, matériaux, mécanique, matériaux (parcours : matériaux métallique, polymères)
- DEST Sciences et techniques des productions agricoles est devenu : Responsable en production industrielle, spécialité chimie - alimentation - santé - environnement parcours productions animales et végétales
- DEST Sciences et technologies nucléaires est devenu : Responsable en production industrielle, spécialité chimie - alimentation - santé - environnement parcours sciences et technologies nucléaires
- DEST Techniques pharmaceutiques est devenu : Responsable en production industrielle, spécialité chimie - alimentation - santé - environnement parcours pharmacotechnie
- DEST Thermique industrielle est devenu : Responsable en production industrielle, spécialité génie civil, électrotechnique, énergétique, matériaux, mécanique, matériaux parcours thermique industrielle
- DEST Organisation serait devenu : Diplôme d'établissement (bac+4) Diplôme d'Études Supérieures des Techniques de l'Organisation (DESTO), ou  Diplôme d'établissement (bac+4) responsable en organisation

#### Diplôme d'établissement du CNAM (bac+3)
- DEST Génie analytique est devenu : Technicien supérieur de laboratoire chimie, biologie, alimentation, santé, environnement, spécialité STAM parcours génie analytique
- DEST Instrumentation-mesure est devenu : Technicien supérieur de laboratoire chimie, biologie, alimentation, santé, environnement, spécialité STAM parcours instrumentation-mesure
- DEST Froid et climatisation est devenu : Responsable en production industrielle, spécialité génie civil, électrotechnique, énergétique, matériaux, mécanique, matériaux parcours froid et climatisation

### Correspondance entre les spécialités du DEST et les certificats de compétence du CNAM
Certaines spécialités du DEST n'ont pas été reconduites dans "Titres RNCP" ou Titre professionnel inscrit au RNCP, par contre elles ont transformées en certificats de compétence :
- DEST Ergonomie serait devenu un : Certificat de compétence action ergonomique en milieu industriel, ou Certificat de compétence chargé d'action ergonomique
- DEST Matériaux (option : matériaux minéraux) serait devenu  : Certificat de compétence analyse des matériaux minéraux, polymères et de surface
- DEST Statistique serait devenu  : Certificat de compétence chargé(e) d'études statistiques, ou Certificat de compétence statistique pour la finance

### Spécialités du DEST dont aucune équivalence n'a été trouvé pour l'instant
- DEST Electrochimie industrielle
- DEST Organisation des productions
- DEST Production automatisée
- DEST Sciences et techniques du vivant (option : Biochimie et Technologie des Industries Agro-Alimentaires)

## Évolution professionnelle
Les titulaires de ce diplôme sont recherchés pour leurs compétences techniques dues à une forte implication dans le milieu professionnel.
L'obtention du diplôme du DEST a permis à un nombre important d'auditeurs du CNAM de passer d'ETAM (employés ou techniciens ou agent de maitrise) au statut cadre,,.

## Le rôle important du DEST comme étape afin d'obtenir le diplôme d'ingénieur du CNAM
Entre 50 et 80% des nouveaux auditeurs du CNAM ont un diplôme de niveau Bac+2,et leur premier objectif est d'obtenir le DEST. Ensuite grâce à ce diplôme, ils peuvent soit s’arrêter pour souffler un certain nombre d'années après ce cycle d'études , soit changer de poste chez leur employeur du moment ou changer d'employeur afin de pouvoir évoluer professionnellement de manière à pouvoir occuper des fonctions d’études ou de Recherche et Développement.Ce type de fonctions leur permettra de trouver un sujet d'étude leur permettant de rédiger le mémoire d'ingénieur CNAM sur une durée longue d'au moins 9 à 12 mois. Sans ce type de poste, il est nécessaire d'obtenir un congé individuel formation d'un an auprès du FONGECIF pour réaliser le mémoire sur un sujet de nature (industrielle) fait soit dans une entreprise, soit dans une université en région ou dans un laboratoire du CNAM. Or souvent avec un niveau d'études de Bac+4, les auditeurs CNAM souhaitant réaliser un mémoire d'ingénieur via le FONGECIF ne font toujours pas partie des populations prioritaires à aider par celui-ci,.

## Privilèges ou dispenses accordés aux titulaires du DEST pour les concours, études ou conventions collectives
- Par arrêté du 7 juillet 1992, le diplôme du DEST était reconnu parmi les diplômes et titres permettant de se présenter aux concours externe et interne du certificat d'aptitude au professorat de l'enseignement du second degré (CAPES) et au concours externe du certificat d'aptitude au professorat de l'enseignement technique (CAPET)[34]. À la suite de la réforme de 2010, il faut désormais principalement un diplôme de master ou de niveau bac+5 pour présenter le concours externe. Par contre, les personnes, avec 5 ans d'expérience professionnelles minimum au statut cadre, peuvent se présenter au concours externe du CAPET uniquement sans condition de diplôme[35].
- Par arrêté du 25 août 1969, le diplôme du DEST est dans la liste des titres admis en dispense du baccalauréat de l'enseignement du second degré en vue de l'inscription dans les universités pour des études scientifiques et pharmaceutiques[36]. (Cette dispense fait suite, entre autres, à une demande de M. Billoux au Premier ministre lors des questions écrites remises à la présidence de l'assemblée nationale française le 7 avril 1962) [37].
- Par la note de service no 82-357 du 19 août 1982, le diplôme du DEST est dans la liste des diplômes reconnus pour le recrutement de professeurs contractuels pour l'exécution des conventions de formation continue et des conventions portant création de centres de formation d'apprentis[38].
- Dans l'accord national du 21 juillet 1975 sur la classification des emplois de l'UIMM (Union des Industries et Métiers de la Métallurgie), le diplôme du DEST est reconnu parmi d'autres diplômes et titres au dernier niveau V de la classification de l'accord pour effectuer des activités d'encadrement et à responsabilité[39].
- Dans la Convention collective nationale métropolitaine des entreprises de la maintenance, distribution et location de matériels agricoles, de travaux publics, de bâtiment, de manutention, de motoculture de plaisance et activités connexes, dite SDLM du 23 avril 2012, le diplôme du DEST est reconnu parmi d'autres diplômes et titres RNCP de niveau I pour des emplois nécessitant une connaissance approfondie d'un domaine technique ou spécialisé impliquant le savoir et l'assimilation de savoirs, de pratiques et d'usages complexes acquis [40].
- Le diplôme du DEST est reconnu avec d'autres diplômes français de niveau bac+4 et bac+5 pour le recrutement d'agent cadre de l'Union européenne au Parlement européen [41].